# Villers-Saint-Christophe
 Villers-Saint-Christophe  es una población y comuna francesa, en la región de Picardía, departamento de Aisne, en el distrito de Saint-Quentin y cantón de Saint-Simon.

## Demografía
| 422 | 398 | 387 | 437 | 430 | 437 | 457 |
| Para los censos de 1962 a 1999 la población legal corresponde a la población sin duplicidades (Fuente: INSEE [Consultar]) |     |     |     |     |     |     |